# Kill Bill: Volumul 2
Kill Bill: Volumul 2 este un film de acțiune regizat de Quentin Tarantino după un scenariu de Quentin Tarantino. A fost produs în Statele Unite ale Americii de studiourile Miramax Films și a avut premiera la 16 aprilie 2004, fiind distribuit de Miramax Films. Coloana sonoră este compusă de Robert Rodriguez. Cheltuielile de producție s-au ridicat la 30.000.000 $. Filmul a avut încasări de 154.118.820 $.

## Distribuție
Rolurile principale au fost interpretate de actorii:

Uma Thurman
David Carradine
Lucy Liu
Vivica A. Fox
Michael Madsen
Daryl Hannah
Gordon Liu[*]
Michael Parks[*]
Samuel L. Jackson
Perla Haney-Jardine[*]
Bo Svenson
Larry Bishop[*]
Laura Cayouette[*]
Caitlin Keats[*]
Julie Dreyfus[*]
Michael Jai White
Zoë Bell[*]
Lawrence Bender[*]
Quentin Tarantino
James Parks[*]
Michael Bowen[*]  .